# Andreas Nedwal
Andreas Nedwal (* 19. November 1891 in Gerersdorf; † 31. Dezember 1975 in Güssing) war ein österreichischer Politiker (ÖVP) und Bauer. Er war Abgeordneter zum Burgenländischen Landtag und Nationalratsabgeordneter.

## Leben
Er stammte aus Gerersdorf bei Güssing, einem Ortsteil der Gemeinde Gerersdorf-Sulz. In seinem Heimatort absolvierte er die Volksschule und erlernte später den Beruf Schlosser. Er arbeitete zunächst als Hilfsarbeiter und übernahm schließlich die väterliche Landwirtschaft. 1932 war er Kommandant der örtlichen Freiwilligen Feuerwehr und galt als führende Persönlichkeit.

## Politik
In den Jahren 1945 bis 1949 wurde Nedwal zum Abgeordneten in den Burgenländischen Landtag gewählt und war vom 8. November 1949 bis zum 9. Juni 1959 Abgeordneter zum Österreichischen Nationalrat. Nedwal gehörte der ÖVP an und leitete 1952 die Molkerei-Lagergenossenschaft.